# 多古藩
多古藩（たこはん）は、下総国香取郡多古（現在の千葉県香取郡多古町）を居所とした藩。徳川家康の関東入部後には保科正光が1万石で配置された。1635年以後、多古は大身旗本（交代寄合）久松松平家の所領となり、1713年に久松松平家が加増を受けて1万2000石の大名となって以後も引き続き居所とされた。以後、久松松平家（多古松平家）が廃藩置県まで存続した。
本記事では廃藩後に設置された多古県（たこけん）についても言及する。

## 歴史

### 前史
千田荘の一角に「多古」または「多胡」の地名が現れるのは南北朝時代で、ほかに「田子」や「多湖」とも記された。中世、多古周辺は千葉氏の一族が支配しており、享徳の乱時の千葉氏の内紛では千葉胤宣が多古城に立て籠った。16世紀には千葉一族の牛尾氏が多古城に拠った。
中世末期には銚子・小見川・八日市場方面と佐倉・市川方面とを結ぶ街道が開かれ、近世の「多古宿」につながる町場が形成されたと考えられる。

### 保科氏の時代
小田原征伐後、関東に入部した徳川家康は、信濃高遠城主であった保科正光を下総国の多古（多胡）に1万石で入れた。正光は多古城に入ったと考えられる。
保科氏の領地は、多古村などのちに松平勝義の領地となる地域が含まれているが、領域ははっきりとはわかっていない。保科氏の領内統治についても、地元に記録はほとんど残されていない。中世以来飯櫃城（山武郡芝山町飯櫃）を根拠とする国衆であった山室氏についての記録『総州山室譜伝記』があり、天正18年（1590年）12月に保科氏が飯櫃城を攻め落として山室氏を滅ぼした合戦が語られている。『多古町史』では、『総州山室譜伝記』で詳細に描かれた合戦について「史実としては信用できない」と退けているが、その一帯（芝山町北部の旧千代田村域）が保科領であった可能性が強いとしている。
『寛政重修諸家譜』（以下『寛政譜』）によれば、慶長5年（1600年）の関ヶ原の戦い後、正光は越前国に派遣され、北ノ庄城の城番に任じられて越前国の政務を執り、同年11月に正光は1万5000石を加増されたうえで旧領である信濃高遠藩に移された。ただし、江戸留守居役や多古城番に宛てた手紙から、実際に正光が多古から高遠に移ったのは慶長6年（1601年）秋のようである。

### 保科氏の転出以後、土方氏の知行
旧保科領は一時徳川家直轄領となった。
慶長9年（1604年）、能登・越中・加賀で1万石を領していた越中布市藩主土方雄久に、加増分として多古（田子）5000石が与えられた（ただし、多古村と林村以外の領域ははっきりしない）。この際に雄久が多古に本拠を移したかについては見解が分かれる。『多古町史』では、土方氏は多古に役所を置いたものの多古を本領とはしていないと評価する。一方、多古（田子）に拠点を移して多古藩（田子藩）1万5000石を成立させたという記述もある。雄久の子の雄重は大坂の陣で戦功を挙げ、元和8年（1622年）に5000石を加増されて2万石の大名となったが、この際に多古を含む下総国の領地5000石は陸奥国菊多郡内に移され、藩庁も陸奥窪田に置いている（窪田藩）。土方氏の多古地域支配については、林村（現在の多古町林）で検地帳の実地検分に当たった奉行の加茂宮治兵衛が、名奉行であったと村民に語り伝えられている。
旧保科領の残る地域は、一時佐倉藩領となったが、その後の領地替えなどによって細分化され、この地域は「碁石まじり」と呼ばれるような、旗本諸家の相給を含み幕府直轄領も入り混じる、複雑な領有関係となった。

### 久松松平家の時代

#### 交代寄合の時代
17世紀前半以後、長く多古の領主となった久松松平家は、徳川家康の異父弟の1人・松平康俊（勝俊）の系統である。康俊の跡を継いだ松平勝政は駿府城代を務め、駿河国内で8000石の知行地を有していた。
寛永12年（1635年）11月、勝政の子の松平勝義が家督を継承した際、駿河国内にあった領地8000石が下総国香取郡・上総国武射郡に移され、多古を居所とした。寛永14年（1637年）に勝義ははじめて知行地入り（参勤交代）しており、これが通例となった（交代寄合）。勝義は大坂城の守衛を務めていた際、落雷を受けて炎上する天守から徳川家康の馬印などを運び出して将軍徳川家綱から賞詞を賜ったという記録がある。
勝義の子の勝忠（勝易）は、家督を継承した際に父の遺領から弟2人に500石ずつを分与して7000石となった。勝忠は書院番頭・大番頭などを歴任し、駿府城代となった延宝4年（1676年）6月に2000石の加増を受けて9000石となっている。

#### 久松松平家多古藩の立藩
勝忠の跡を継いだ勝以（勝義の九男）は、書院番頭や側衆などを務めたのち、正徳3年（1713年）に大坂城定番となった際に摂津国島上・島下両郡内において3000石を加増され、1万2000石の大名となって多古藩を立藩した。大坂城定番を辞職すると、摂津国内の知行地は下野国内に移されている。
第6代藩主松平勝権は彦根藩井伊家からの養子である（井伊直弼の兄にあたる）。天保元年（1830年）に小石川西富坂上の上屋敷に学問所（藩校）を創設した。藩主子弟の他、領民の希望者にも寺子屋教育終了者を対象として入学が許された。

#### 神代徳次郎事件
第7代藩主松平勝行の時代には、『多古町史』が「多古藩で最大の事件」と評する神代徳次郎事件が発生する。神代徳次郎は元唐大通事で、多古藩に「永御預」が命じられていたが、嘉永2年（1849年）7月3日に収容されていた多古の屋敷から逃亡したというものである。藩領内外での捜索が行われ、江戸家老の高橋勘作が責任を取るという形で切腹するなど藩は対応に追われた。神代は京都で捕縛されたが、事態収拾に要した出費は小藩には莫大であった。同年12月19日の幕府の裁許により、神代は死罪、藩主勝行は閉門処分を受け、家中14人に処罰（中追放2名、軽追放1名、押込11名）が行われた。
嘉永3年（1850年）5月に藩主勝行の閉門は解かれたが、12月に下総国・上総国の領地の大部分を召し上げて陸奥国楢葉郡・石川郡（現在の福島県東南部）に代地を与える領地替えが行われた。『多古町史』によれば、領地替え前の多古藩の内高（実高）はこまめな検地による耕作地の把握や新田開発などによって1万6300石余あったが、開発が遅れ荒畑の多い地域への領地替えが行われた結果として、表高に変更はなかったものの内高にして2000石あまりの減石となった（明治初年の多古藩の内高は1万4173石であった）。

#### 幕末・明治維新期
藩主の勝行は、文久2年（1862年）に二条城定番を命じられ、以後慶応2年（1866年）まで京都に滞在していた。
文久3年（1863年）末から九十九里地方で始まった真忠組騒動において、多古藩は幕府から鎮圧を命じられ（ほかに佐倉藩、一宮藩、および東金に飛び地領があった福島藩に出動が命じられた）、関東取締出役の指揮下で行動した。
慶応4年/明治元年（1868年）1月の鳥羽・伏見の戦いを受け、多古藩は新政府に恭順の意を示すとともに、2月24日に藩主勝行は徳川家との訣別を表すため松平姓をもとの久松姓に改めた。戊辰戦争時には総野鎮撫府の命を受けて香取郡（藩領のほか、近隣の旧旗本領を含む）の警備に当たり、「巡邏隊」を編成した。7月に旧旗本領の管理は上総安房監察兼県知事（のちの宮谷県知事）柴山文平に移管される。
翌明治2年（1869年）6月25日の版籍奉還で勝行は知藩事となったが、8月5日に38歳で死去した。家督・知藩事は久松勝慈が継いだ。

### 多古県
明治4年（1871年）7月、廃藩置県により多古藩は廃藩となり、多古県が置かれた。多古県は同年11月に新治県に編入された。
久松勝慈は、1884年（明治17年）の華族令によって子爵となる。1889年（明治22年）に町村制施行に伴って多古村が編成された際、初代村長に就任した。

## 歴代藩主

### 保科家
1万石 譜代
1. 保科正光（まさみつ） 従五位下 肥後守

### 土方家
1万5000石 外様
1. 土方雄久（かつひさ） 従五位下 河内守
2. 土方雄重（かつしげ） 従五位下 掃部頭

### 松平（久松）家
1万2000石 譜代
1. 松平勝以（かつゆき） 従五位下 豊前守
2. 松平勝房（かつふさ） 従五位下 美濃守
3. 松平勝尹（かつただ） 従五位下 大蔵少輔
4. 松平勝全（かつたけ） 従五位下 豊前守
5. 松平勝升（かつゆき） 従五位下 中務少輔
6. 松平勝権（かつのり） 従五位下 相模守
7. 久松勝行（かつゆき） 従五位下 豊後守
8. 久松勝慈（かつなり） 従五位下 豊前守

## 領地

### 分布と変遷

#### 旗本松平勝義の知行地
寛永12年（1635年）に松平勝義が多古に8000石で入った際には、下総国香取郡で多古村など18か村、および上総国武射郡の一部が知行地であった。栗山川を挟み「東五千石」「西三千石」と称された。

#### 多古藩成立後の領地
享保10年（1725年）、初代藩主松平勝以が大坂城代を辞職し、摂津国内の領地を下野国内に移されて以後、多古藩の領地にしばらく変動はなかった。この時期の多古藩領は、下総・上総・下野3か国の7郡43か村にまたがっていた。
- 下総国
  - 香取郡のうち - 15村
  - 葛飾郡のうち - 1村
- 上総国
  - 武射郡のうち - 9村
  - 山辺郡のうち - 3村
  - 長柄郡のうち - 8村
- 下野国
  - 都賀郡のうち - 6村
  - 河内郡のうち - 1村

上記のうち、下総国香取郡15か村・上総国武射郡7か村の計22村が本領にあたり、栗山川を境に「川西十二か村」「川東十か村」と称した。また上総国内の本領以外の領地は「遠上総」、下野国の領地は「野州領分」と呼ばれていた。

#### 幕末の領地
嘉永3年（1850年）、神代徳次郎逃去事件の処分として領地替えが行われた結果、下総国の本領は5か村となった。
- 下総国
  - 香取郡のうち - 5村
- 陸奥国（磐城国）
  - 石川郡のうち - 6村
  - 楢葉郡のうち - 7村
- 下野国
  - 都賀郡のうち - 6村
  - 河内郡のうち - 1村

### 地理

#### 多古：陣屋と陣屋町
保科氏は中世以来の多古城に入ったと考えられる。多古城は、保科氏の転出や、一国一城令を経て破却されたものと考えられる。松平氏が入ると高野前地区に多古陣屋を構えた。敷地は現在の多古町立多古第一小学校の校庭の一部にあたる（明治期に陣屋の建物が小学校として使用された経緯による）。
『多古町史』によれば、多古村の市街地は「松平氏一万二千石の城下町であるより先に宿場町」であったという。銚子・江戸往還の継立場・宿場である多古宿は幕府の道中奉行の支配を受け、公用の伝馬役を負わされていた。
松平氏の時代、武家屋敷は広沼地区東部の「西屋敷」（地元では「お西」と呼ばれる）に置かれたが、陣屋からは離れた立地となっている。これについては、多古城時代に造営された侍屋敷が引き継がれたためではないかとする説がある。

#### 陸奥国の飛び地領
陸奥国の領地の支配のため、楢葉郡上郡山村（現在の福島県双葉郡富岡町上郡山）に出張陣屋が置かれた。石川郡・楢葉郡の藩領は明治4年（1871年）3月に磐前県に引き渡された。

## 備考
- 久松松平家の家祖である康俊の娘は、家康から「龗蛇頭」（りょうじゃとう[1]）というものを与えられた[28][1]。これは龍の頭で、雨を降らせる神通力があるとされる[29][注釈 20]。松平家に代々伝えられ[1]、初代藩主となった松平勝以の時には将軍徳川吉宗の上覧に供されている[1]。龗蛇頭は子孫から多古町に寄贈されて現存する[1]。
- 多古陣屋にほどちかい飯笹陣屋（多古町飯笹）は、別系統の旗本久松松平家の陣屋である。この系統は康俊の兄・松平康元の子孫でかつては大名であったが、無嗣による減封などを経て松平忠充（伊勢長島藩主）が改易を受けた。ただし特別の家柄であることから家名存続が図られ、最終的に忠充の子の松平康郷が下総香取郡をはじめとする知行6000石の大身旗本となった。『房総における近世陣屋』によれば、飯笹に陣屋を構えたのは、康郷の孫の松平康盛の代であるという[30]。
- 康俊の妹の多劫姫は、関ケ原の合戦前後の時期に多古の領主であった保科正光の父・保科正直の後妻となっている[7]。康俊の弟・松平定勝も香取郡との縁があり、家康の関東入部時に下総国香取郡小南（現在の東庄町）において3000石の知行を与えられた[31][11]。関ケ原の戦いののち、慶長6年（1601年）に遠江国掛川藩に3万石の大名として転出する[31][11]。定勝の所領を「小南藩」として扱う書籍もある[11]。